# Psoralidium junceum
Psoralidium junceum är en ärtväxtart som först beskrevs av Alice Eastwood, och fick sitt nu gällande namn av Per Axel Rydberg. Psoralidium junceum ingår i släktet Psoralidium och familjen ärtväxter. Inga underarter finns listade i Catalogue of Life.